# Стійковська сільська рада
Стійковська сільська́ ра́да — адміністративно-територіальна одиниця та орган місцевого самоврядування в Катеринопільському районі Черкаської області. Адміністративний центр — село Стійкове.

## Загальні відомості
- Населення ради: 247 осіб (станом на 2001 рік)

## Населені пункти
Сільській раді підпорядковані населені пункти:
- с. Стійкове

## Склад ради
Рада складається з 12 депутатів та голови.
- Голова ради: Круценко Лідія Григорівна

### Керівний склад попередніх скликань
| Прізвище, ім'я, по батькові | Основні відомості                                                                       | Дата обрання | Дата звільнення |
| --------------------------- | --------------------------------------------------------------------------------------- | ------------ | --------------- |
| Олійник Сергій Мефодійович  | Сільський голова, 1954 року народження, освіта вища, член Соціалістичної партії України | 26.03.2006   | 31.10.2010      |
| Олійник Сергій Мефодійович  | Сільський голова, 1954 року народження, освіта вища, член Партії регіонів               | 31.10.2010   | 26.03.2014      |
| Круценко Лідія Григорівна   | Сільський голова, 1975 року народження, освіта вища, позапартійна                       | 26.10.2014   |                 |

Примітка: таблиця складена за даними сайту Верховної Ради України

### Депутати
За результатами місцевих виборів 2010 року депутатами ради стали:

#### За суб'єктами висування
| Суб'єкт висування | Кількість обраних депутатів | %   |
| ----------------- | --------------------------- | --- |
| Самовисування     | 12                          | 100 |

#### За округами
| № округу | Прізвище, ім'я, по батькові   | Дата визнання обраним | Освіта  | Партійна приналежність | Відомості про обраного депутата               |
| -------- | ----------------------------- | --------------------- | ------- | ---------------------- | --------------------------------------------- |
| 1        | Козловський Іван Васильович   | 01.11.2010            | середня | позапартійний          | пенсіонер                                     |
| 2        | Машинський Василь Іванович    | 01.11.2010            | середня | позапартійний          | пенсіонер                                     |
| 3        | Шелест Петро Юхимович         | 01.11.2010            | середня | позапартійний          | пенсіонер                                     |
| 4        | Шманько Руслана Володимирівна | 01.11.2010            | середня | позапартійна           | тимчасово не працює                           |
| 5        | Коротуненко Віра Іванівна     | 01.11.2010            | середня | позапартійна           | Петраківка ВПЗ, ллис-тоноша                   |
| 6        | Мунтян Людмила Петрівна       | 22.12.2013            | вища    | член Партії регіонів   | , пенсіонер                                   |
| 7        | Сиротенко Тетяна Андріївна    | 01.11.2010            | середня | позапартійна           | пенсіонер                                     |
| 8        | Скоромна Валентина Валеріївна | 18.01.2014            | вища    | позапартійна           | Стійковська сільська рада, головний бухгалтер |
| 9        | Шпілька Іван Васильович       | 01.11.2010            | середня | позапартійний          | тимчасово не працює                           |
| 10       | Круценко Ларіса Василівна     | 01.11.2010            | середня | позапартійна           | пенсіонер                                     |
| 11       | Коротуненко Андрій Іванович   | 01.11.2010            | середня | позапартійний          | Тов Агрофірма «Зоря», тракторист              |
| 12       | Погорецький Анатолій Іванович | 01.11.2010            | середня | член Партії регіонів   | пенсіонер                                     |